# Korssjön, Lappland
Korssjön är en sjö i Vilhelmina kommun i Lappland och ingår i Ångermanälvens huvudavrinningsområde. Sjön har en area på 0,306 kvadratkilometer och ligger 663,6 meter över havet. Korssjön ligger i Marsfjället Natura 2000-område.

## Delavrinningsområde
Korssjön ingår i det delavrinningsområde (722143-149235) som SMHI kallar för Utloppet av Korssjön. Medelhöjden är 674 meter över havet och ytan är 3,42 kvadratkilometer. Det finns inga avrinningsområden uppströms utan avrinningsområdet är högsta punkten. Vattendraget som avvattnar avrinningsområdet har biflödesordning 4, vilket innebär att vattnet flödar genom totalt 4 vattendrag innan det når havet efter 351 kilometer. Avrinningsområdet består mestadels av skog (30 procent) och sankmarker (61 procent). Avrinningsområdet har 0,31 kvadratkilometer vattenytor vilket ger det en sjöprocent på 9 procent.